# Distrito de Dantewada
Dantewada, o Dakshin Bastar Dantewada, (en Hindi: दन्तेवाड़ा जिला) es un distrito de la India en el estado de Chhattisgarh. Código ISO: IN.CT.DA.
Comprende una superficie de 9046 km².
El centro administrativo es la ciudad de Dantewada.

## Demografía
Según censo 2011 contaba con una población total de 532791 habitantes, de los cuales 269 229 eran mujeres y 263 562 varones.